# Tarachidia bruchi
Tarachidia bruchi är en fjärilsart som beskrevs av Breyer 1931. Tarachidia bruchi ingår i släktet Tarachidia och familjen nattflyn. Inga underarter finns listade i Catalogue of Life.